# Haus Ripshorst

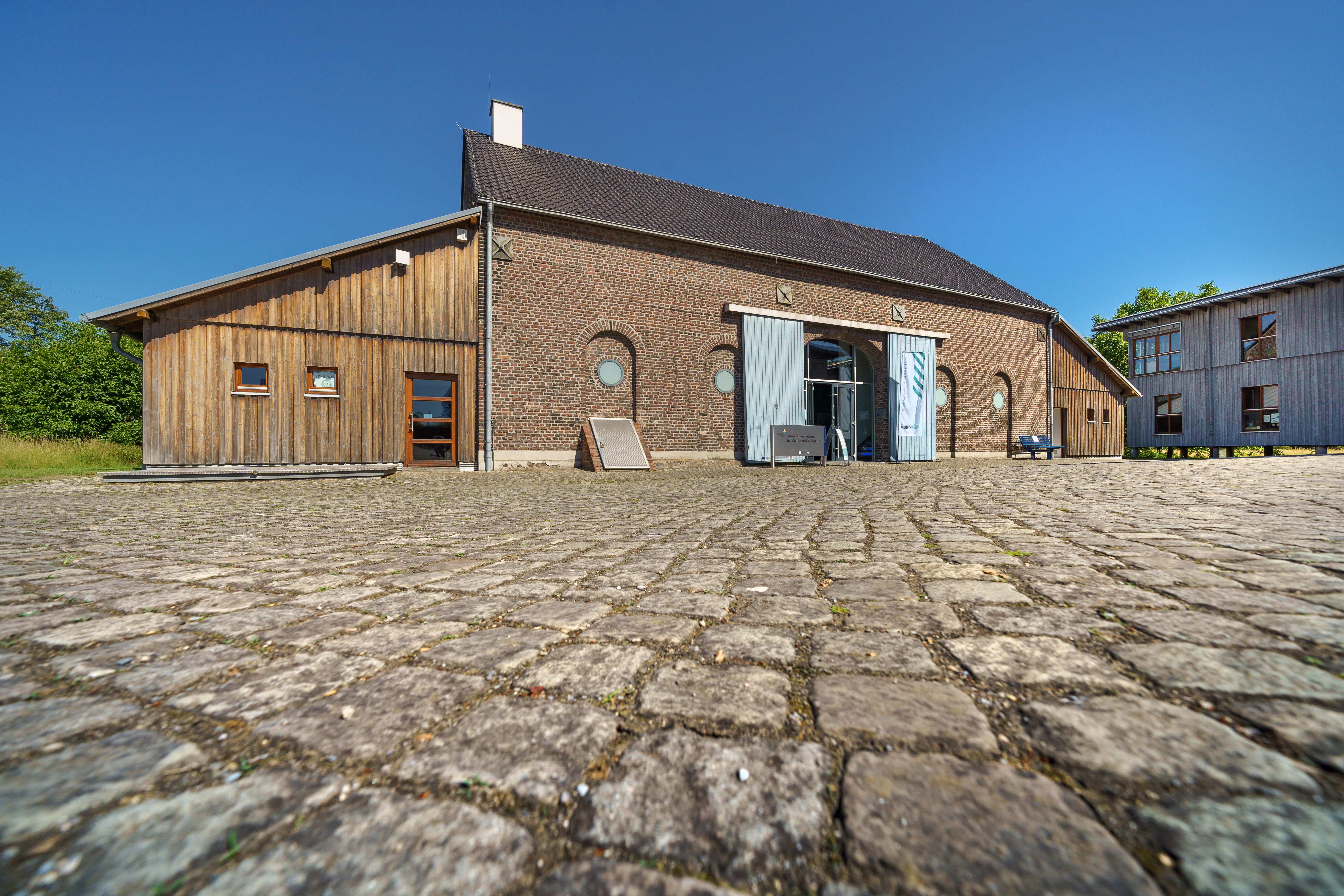
Haus Ripshorst (2020)

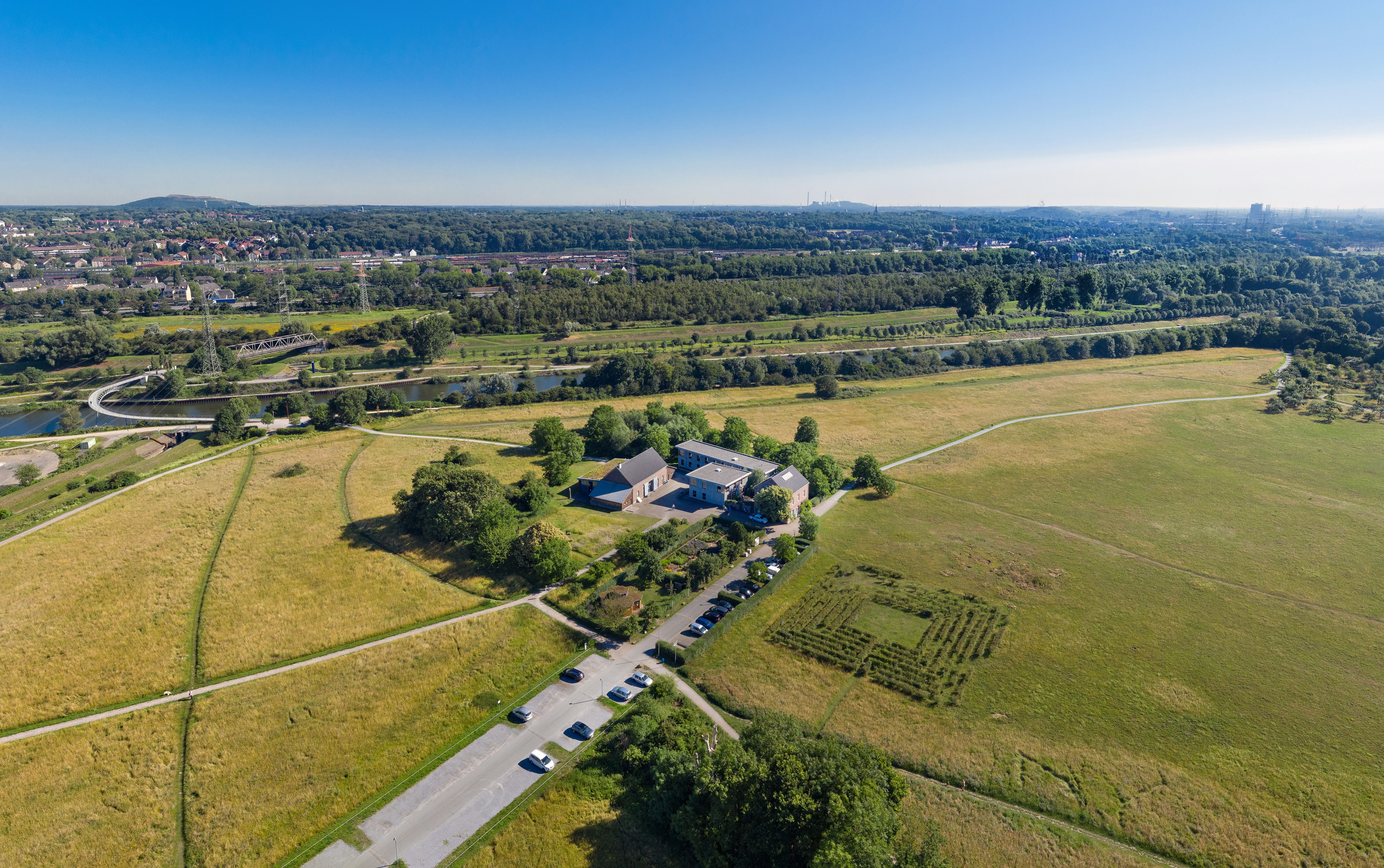
Luftbild Haus Ripshorst (2020)

Das RVR-Besucherzentrum Haus Ripshorst ist eine umgebaute Scheune eines ehemaligen Bauernhofes. Es bietet Informationen rund um Rad- und Wanderwege im Ruhrgebiet sowie Veranstaltungstipps, Literatur, Honig vom ortsansässigen Imker, Apfelsaft von RVR-eigenen Streuobstwiesen und viele weitere Produkte aus der Region.
Neben dem vielseitigen Veranstaltungsprogramm für Kinder und Erwachsene setzen sich drei unterschiedliche Wechselausstellungen in der Galerie mit aktuellen Themen auseinander.

## Geschichte
Erste Erwähnung findet das Lehngut Haus Ripshorst Anfang des 14. Jahrhunderts. Zu dieser Zeit lag der Rittersitz auf dem Gebiet der (damals nicht zu Essen gehörenden) Gemeinde Borbeck im Ortsteil Dellwig. Auf dem Haus saß u. a. das Adelsgeschlecht der op dem Berge. Bei der Gebietsreform von 1915 wurde das Gebiet der Gemeinde Borbeck zum größten Teil der Stadt Essen zugeschlagen. Kleinere Teile gingen an die Städte Bottrop und, so auch das Haus Ripshorst, an Oberhausen. Das ehemalige Rittergut findet sich südlich des Rhein-Herne-Kanals und der Emscher. Westlich von Haus Ripshorst mündet der Läppkes Mühlenbach nach Unterquerung des Kanals in einem Düker in die Emscher.
Rund um Essen, in der sogenannten Borbecker Mark, entstanden im 13. und 14. Jahrhundert Rittersitze; mit diesen wurden Vasallen des Stifts Essen belehnt. Haus Ripshorst ist als einziger dieser Rittersitze bis heute erhalten (siehe auch: Haus Bermen). 1483 residierten hier die Herren von Berge. 1617 ging der Rittersitz an die Familie Vittinghoff. Letzter bekannter Gutsherr auf Haus Ripshorst, der um 1768 von den Äbtissinnen eingesetzt worden war, war Clemens August von Vittinghoff-Schell zu Schellenberg (Königlicher Kammerherr und Droste). Zum Gut Ripshorst gehörten 322 Morgen Land.

## Heutige Nutzung
Heute erfährt Haus Ripshorst eine neue Nutzung. Im Rahmen der Internationalen Bauausstellung Emscher Park wurde der Emscher Landschaftspark angelegt. Haus Ripshorst dient hier als Informationszentrum und ist zudem der Sitz der Landesgeschäftsstelle der Schutzgemeinschaft Deutscher Wald, des Landesbüros der Naturschutzverbände in Nordrhein-Westfalen und der Biologischen Station Westliches Ruhrgebiet (BSWR). Der RVR Ruhr Grün hat hier seine Parkstation Haus Ripshorst. Die Radstation RevierRad verleiht Fahrräder für Ausflüge in die Umgebung.
Im Haus wird der Landschaftspark als begehbare Bodeninstallation mit mehreren Medienstationen präsentiert, die Informationsstation ist dienstags bis sonntags besetzt, ein kleiner Gastronomiebereich bietet Kaffee und Kuchen sowie Erfrischungsgetränke an. In der Scheune des ehemaligen Bauernhauses finden regelmäßig naturkundliche Informationsveranstaltungen statt.
Das Haus Ripshorst bietet über das Jahr verteilt eine Reihe von Veranstaltungen, Exkursionen, Aktionen und Vorträgen in Zusammenarbeit mit der Biologischen Station Westliches Ruhrgebiet, Forststationen, Naturschutzverbänden, der Route der Industrienatur und anderen Institutionen an. Über die Fußgänger- und Radfahrerbrücke am Rhein-Herne-Kanal kann im Norden schnell die Brache Vondern erreicht werden, im Süden ist das nächste Ziel der Gleispark Frintrop. Außerdem gibt es besondere Veranstaltungen für Schulen (in Zusammenarbeit mit Geoscopia Umweltbildung), Menschen mit Behinderungen oder als Firmenevents. Während der ExtraSchicht ist das Haus einer der Spielorte.
2010 fand eine Sonderausstellung des Ruhrmuseums in Haus Ripshorst statt: Exotische Welten. Naturforscher auf Reisen (19. Juni bis 15. August 2010).

## Gehölzgarten
Ein Bauerngarten sowie der Lehrbienenstand des Bienenzuchtvereins Oberhausen stehen für Besuche oder pädagogische Exkursionen zur Verfügung. Der vom Haus Ripshorst entlang des Rhein-Herne-Kanals angelegte und fast zwei Kilometer lange Gehölzgarten Ripshorst zeigt seltene Arten wie den Tulpenbaum oder Amberbaum im erdgeschichtlichen Zusammenhang.

Eindrücke:
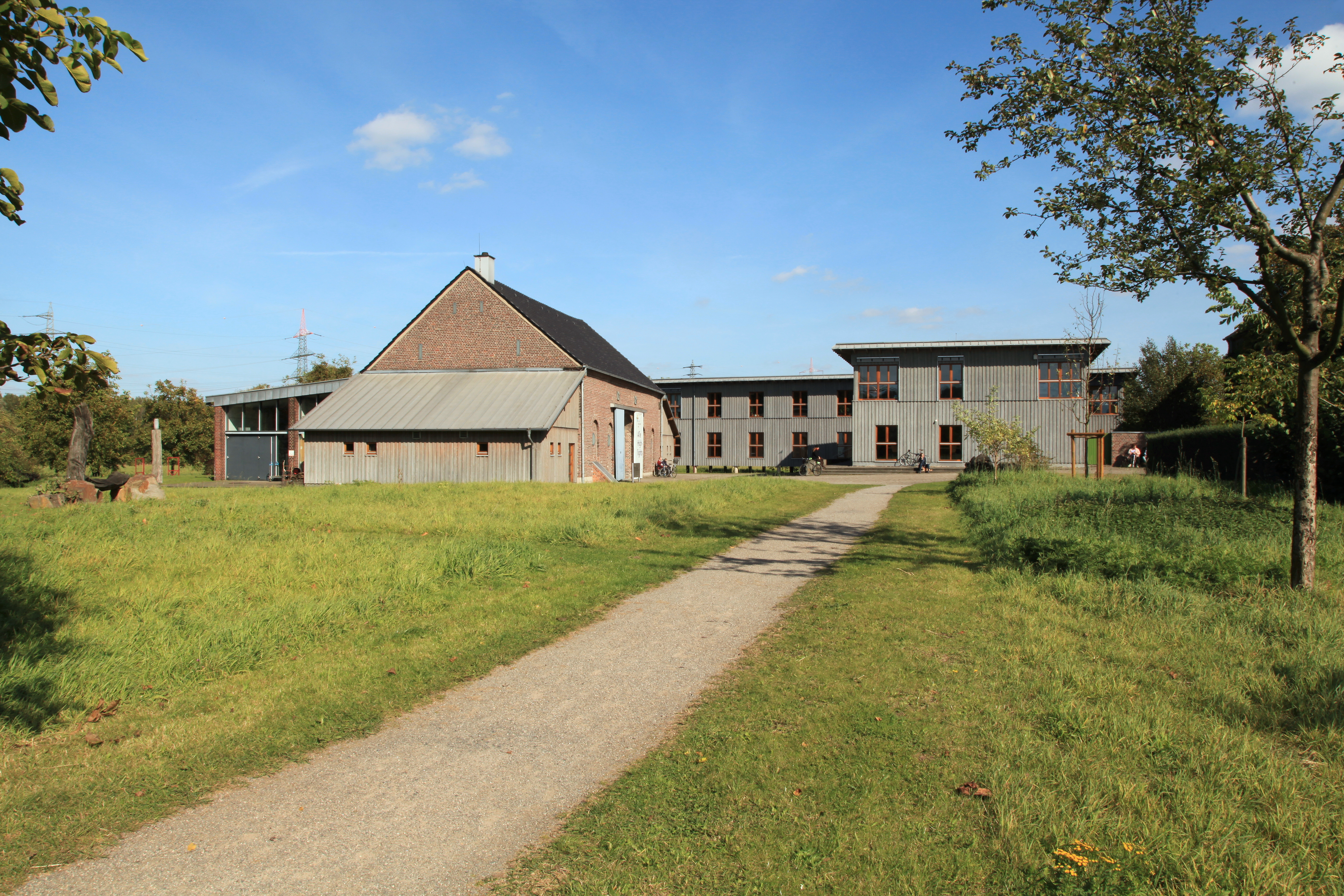
Gesamtübersicht (2012)
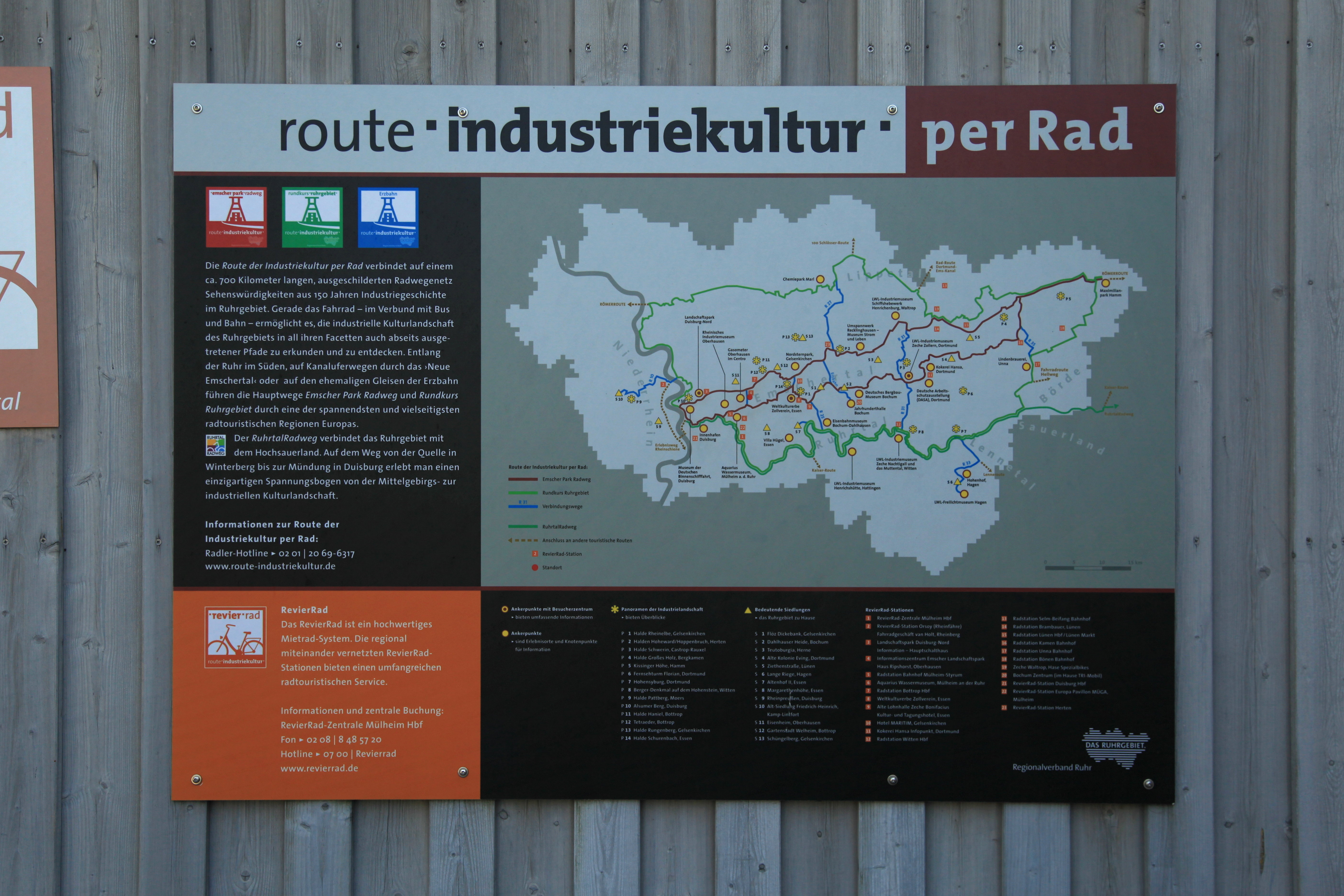
RevierRad Servicestation (2012)
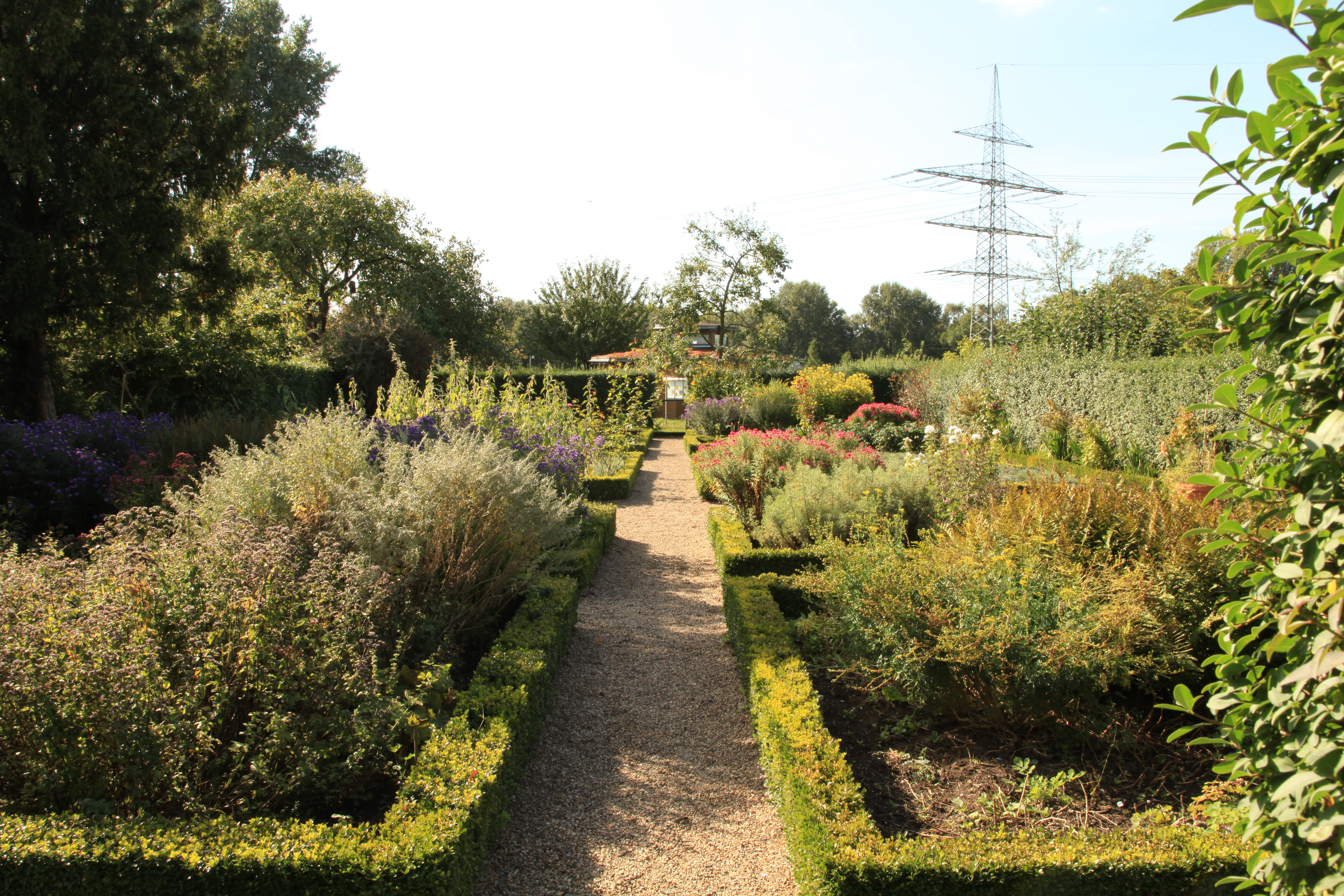
Bauerngarten (2012)
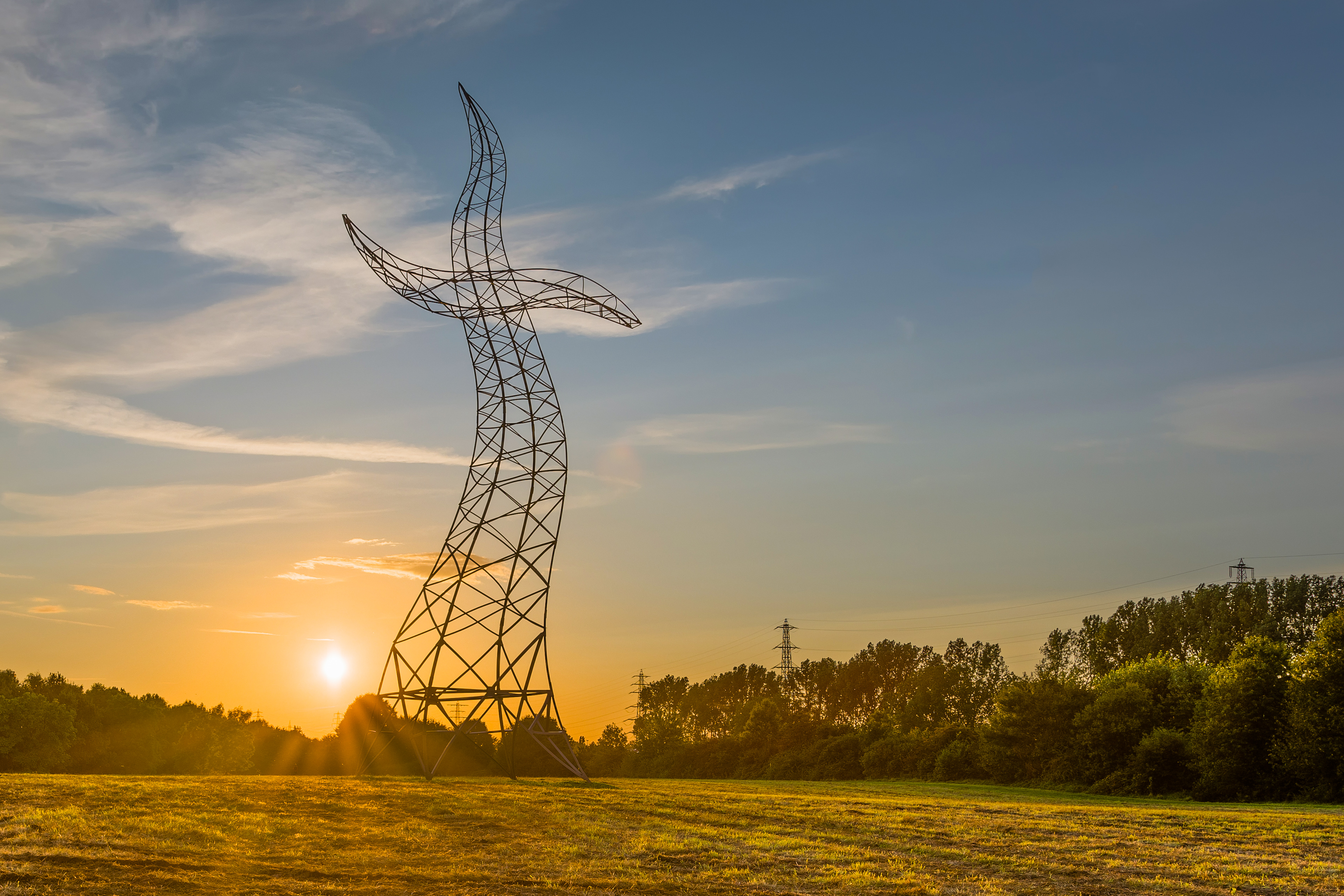
35 Meter hohe Stahlskulptur Zauberlehrling am Rande des Gehölzgartens, entstanden im Rahmen von Emscherkunst (2014)
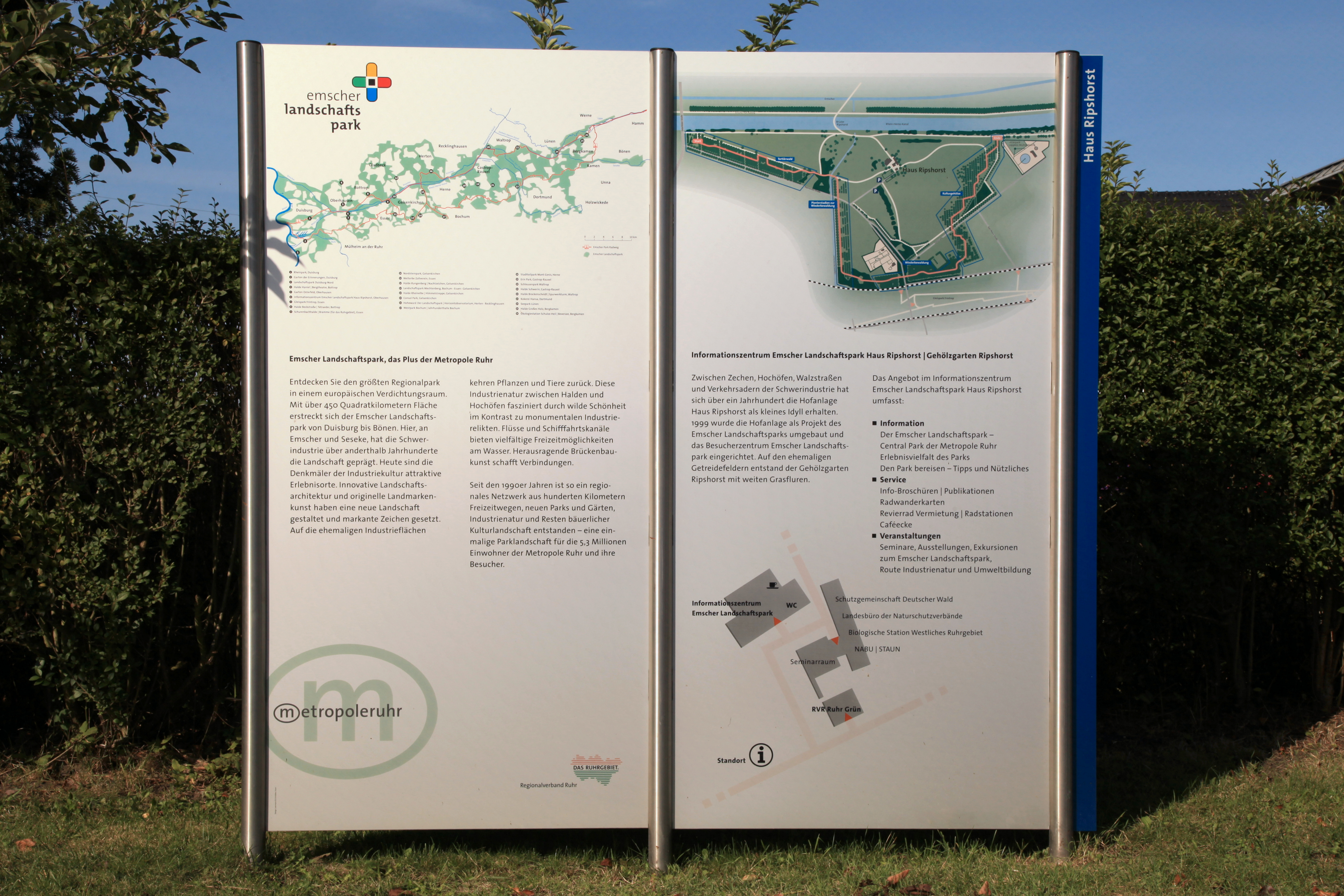
Informationstafel zum Emscher Landschaftspark (2012)